# Нове життя (футбольний клуб)
Нове життя — аматорський футбольний клуб із села Андріївки Машівського району Полтавської області. Виступав у чемпіонаті ААФУ 2011 і 2012 та кубку ААФУ 2011 і 2012. Наразі є єдиним клубом України, який виграв усі три аматорські українські турніри.

## Історія
Команду засновано 2008 року для представлення приватного сільгосппідприємства «Нове життя» із села Андріївки. Того ж року під керівництвом Олександра Данильченка команда стала найсильнішою у районі, а наступного сезону виграла другу лігу чемпіонату Полтавщини.
У червні 2010 року до складу команди долучився екс-збірник та екс-чемпіон України Олександр Мелащенко. Разом з братами Олексієм і Петром Ротанями (рідні брати Руслана Ротаня) він утворив ударне тріо. Того ж року андріївці тріумфували в обласному кубковому турнірі і фінішували другими у чемпіонаті Полтавщини, програвши «золотий» матч «Великій Багачці» (3:4 в овертаймі на стадіоні міста Комсомольська).
2011 року команда вийшла на загальноукраїнський рівень, провівши свій найкращий в історії сезон — 24 серпня в Комсомольську команда вдруге поспіль завоювала кубок області, розгромивши ФК «Рокита» — 4:1 (Мелащенко, О.Ротань-3), 5 жовтня стало переможцем аматорської першості України, обігравши у фіналі «Путрівку», а 26 листопада здобули перший суперкубок України серед аматорів, обігравши в фіналі з рахунком 1-0 «Бучу».
2012 року команда не змогла повторити свій успіх у чемпіонаті, не вигравши жодного матчу на другому груповому етапі, але виграла кубок України серед аматорських команд, перегравши в фіналі в додатковий час ОДЕК 1-1 і 1-2 (д.ч.), ставши першою командою яка змогла виграти всі три аматорські трофеї України — чемпіонат, кубок і суперкубок.

## Досягнення
- Володар кубка Полтавської області: 2010, 2011, 2013
- Чемпіон ААФУ: 2011
- Володар Суперкубка ААФУ: 2011
- Володар Кубка ААФУ: 2012
- Чемпіон Полтавської області: 2012, 2013

## Відомі гравці
- Олександр Мелащенко
- Олександр Гребінюк